# Galoše

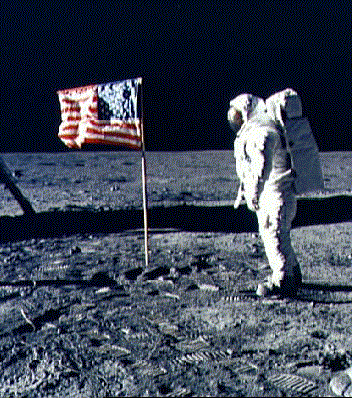
Speciální ochranné galoše používali i astronauti při pobytu na Měsíci v rámci mise Apollo

Jako galoše označujeme gumovou ochrannou obuv vhodnou do bláta, deště a pro práci v mokrém terénu. Jedná se vlastně o gumové přezůvky.
Obvykle jde o nějakou formu gumové obuvi, která nohy neprodyšně chrání před průnikem okolní vody a před venkovní vlhkostí. Na rozdíl od gumových holínek mohou být opatřeny i bočním zdrhovadlem nebo jinou formou bočního rozepínání.
Galoše mohou někdy mít, obdobně jako holínky a jiná gumová obuv, i praktický hygienický efekt.
Holínky neboli gumáky jsou obuv, která je vyšší, tak do půl lýtek a výš. Přezůvky jsou nad kotníky, jsou zapínací na zip nebo na druk. Mohou se používat společně s obutou bačkorou, protože nejsou uvnitř upraveny pro obutí na holou nohu, nemají zpevněnou podrážku. Odtud název přezůvky.
Slovo pochází z francouzštiny, kam se dostalo zřejmě z řečtiny či latiny.